# Federica Isola
Federica Isola (27 de septiembre de 1999) es una deportista italiana que compite en esgrima, especialista en la modalidad de espada.
Participó en los Juegos Olímpicos de Tokio 2020, obteniendo una medalla de bronce en la prueba por equipos (junto con Rossella Fiamingo, Mara Navarria y Alberta Santuccio). En los Juegos Europeos de Cracovia 2023 consiguió una medalla de bronce en la prueba por equipos.
Ganó tres medallas en el Campeonato Mundial de Esgrima entre los años 2019 y 2023, y dos medallas en el Campeonato Europeo de Esgrima, en los años 2019 y 2022.

## Palmarés internacional
| Juegos Olímpicos   | Juegos Olímpicos      | Juegos Olímpicos  | Juegos Olímpicos   |
| Año                | Lugar                 | Medalla           | Prueba             |
| ------------------ | --------------------- | ----------------- | ------------------ |
| 2020               | Tokio (Japón)         | Medalla de bronce | Espada por equipos |
| Campeonato Mundial |                       |                   |                    |
| Año                | Lugar                 | Medalla           | Prueba             |
| 2019               | Budapest (Hungría)    | Medalla de bronce | Espada por equipos |
| 2022               | El Cairo (Egipto)     | Medalla de plata  | Espada por equipos |
| 2023               | Milán (Italia)        | Medalla de plata  | Espada por equipos |
| Juegos Europeos    |                       |                   |                    |
| Año                | Lugar                 | Medalla           | Prueba             |
| 2023               | Cracovia (Polonia)    | Medalla de bronce | Espada por equipos |
| Campeonato Europeo |                       |                   |                    |
| Año                | Lugar                 | Medalla           | Prueba             |
| 2019               | Düsseldorf (Alemania) | Medalla de bronce | Espada por equipos |
| 2022               | Antalya (Turquía)     | Medalla de plata  | Espada por equipos |